# فيليسيتي بالمر
فيليسيتي بالمر (بالإنجليزية: Felicity Palmer)‏ هي مغنية ومغنية أوبرا بريطانية، ولدت في 6 أبريل 1944 في شلتنهام في المملكة المتحدة.

## وصلات خارجية
- فيليسيتي بالمر على موقع ميوزك برينز (الإنجليزية)
- فيليسيتي بالمر على موقع أول ميوزيك (الإنجليزية)
- فيليسيتي بالمر على موقع ديسكوغز (الإنجليزية)